# Musikjahr 1631
Liste der Musikjahre

◄◄ | ◄ | 1627 | 1628 | 1629 | 1630 | Musikjahr 1631 | 1632 | 1633 | 1634 | 1635 | ► | ►►

Weitere Ereignisse
Dieser Artikel behandelt das Musikjahr 1631.

## Ereignisse
- 09. Januar: Die Masque Love’s Triumph Through Callipolis, geschrieben von Ben Jonson und gestaltet von Inigo Jones, wird im Whitehall Palace aufgeführt. Das Werk enthält Musik von Nicholas Lanier.
- Stefano Landi komponiert 1631 für die Familie Barberini, seine wichtigsten Förderer, seine bekannteste Arbeit, die Oper Il Sant’Alessio.
- Marco Marazzoli ist einer von mehreren Musikern, die Kardinal Antonio Barberini bei einem Besuch in Urbino begleiten.
- Claudio Monteverdi komponiert – nach dem Ende der Pestepidemie von 1629–1631 in Venedig – eine Messe für einen Dankgottesdienst im Markusdom.

## Instrumental- und Vokalmusik (Auswahl)
- Christoph Demantius – Deutsche Passion, nach dem Evangelisten S. Iohanne zu sechs Stimmen, Freiberg: Georg Hoffmann
- Melchior Franck
  - Dulces mundani exilii deliciae zu zwei bis acht Stimmen mit Basso continuo, Nürnberg: Wolfgang Endter (Sammlung religiöser Lieder)
  - Psalmodia sacra zu vier und fünf Stimmen, Nürnberg: Wolfgang Endter (Sammlung von Motetten)
  - Hertzlicher Seufftzer der Christlichen Kirchen in Deutschland zu vier Stimmen, Coburg: Kaspar Bertsch (Vertonung von Psalm 122)
- Giovanni Girolamo Kapsberger
  - Missa Urbanae, Vol. 1, Rom: Paolo Masotti
  - Litaniae Deiparae Virginis, Vol. 1, Rom: Paolo Masotti
- Filipe de Magalhães – Buch der Messen, Lissabon: Lourenço Craesbeeck
- Philippe de Monte
  - 28 Motetten zu drei bis sechs Stimmen, in: Florilegium musicum motectorum, Bamberg
  - 3 Oden, in: Florilegium musicum motectorum, Bamberg
  - 2 Litaneien, in: Florilegium musicum motectorum, Bamberg
- Thomas Morley – Sammlung von Canzonettas
- Cornelis Thymanszoon Padbrué – Kusjes (Sammlung von Madrigalen)
- Giovanni Palazzotto e Tagliavia – Sacre canzoni musicali..., drittes Buch, Messina: Pietro Brea

## Musiktheoretische Schriften
- Scipione Cerreto – Dialogo armonico ... di tutte le regole del contrappunto et anco della compositione de più voci, de’ canoni, delle proportioni, et d’altri (Manuskriptabhandlungen über den Kontrapunkt)

## Instrumentenbau
- Girolamo Zenti, der nach heutigem Wissen der Erfinder des Spinetts ist, stellt ein kleines Oktavspinett her. Es ist das früheste erhaltene Instrument und befindet sich heute im Musée Instrumental in Brüssel.

## Geboren

### Geburtsdatum gesichert
- 26. Juni: Vincenzo Albrici, italienischer Organist und Komponist († 1687)
- 03. Oktober: Sebastian Anton Scherer, deutscher Organist am Ulmer Münster und deutscher Komponist († 1712)
- 30. Oktober: Pierre Beauchamp, französischer Tänzer und Choreograf († 1705)

### Genaues Geburtsdatum unbekannt
- Nicolas Lebègue, französischer Organist, Cembalist und Komponist († 1702)

### Geboren um 1631
- Thomas Baltzar, deutscher Violinist und Komponist († 1663)

## Gestorben

### Todesdatum gesichert
- 03. Januar: Michelangelo Galilei, italienischer Komponist und Lautenist (* 1575)

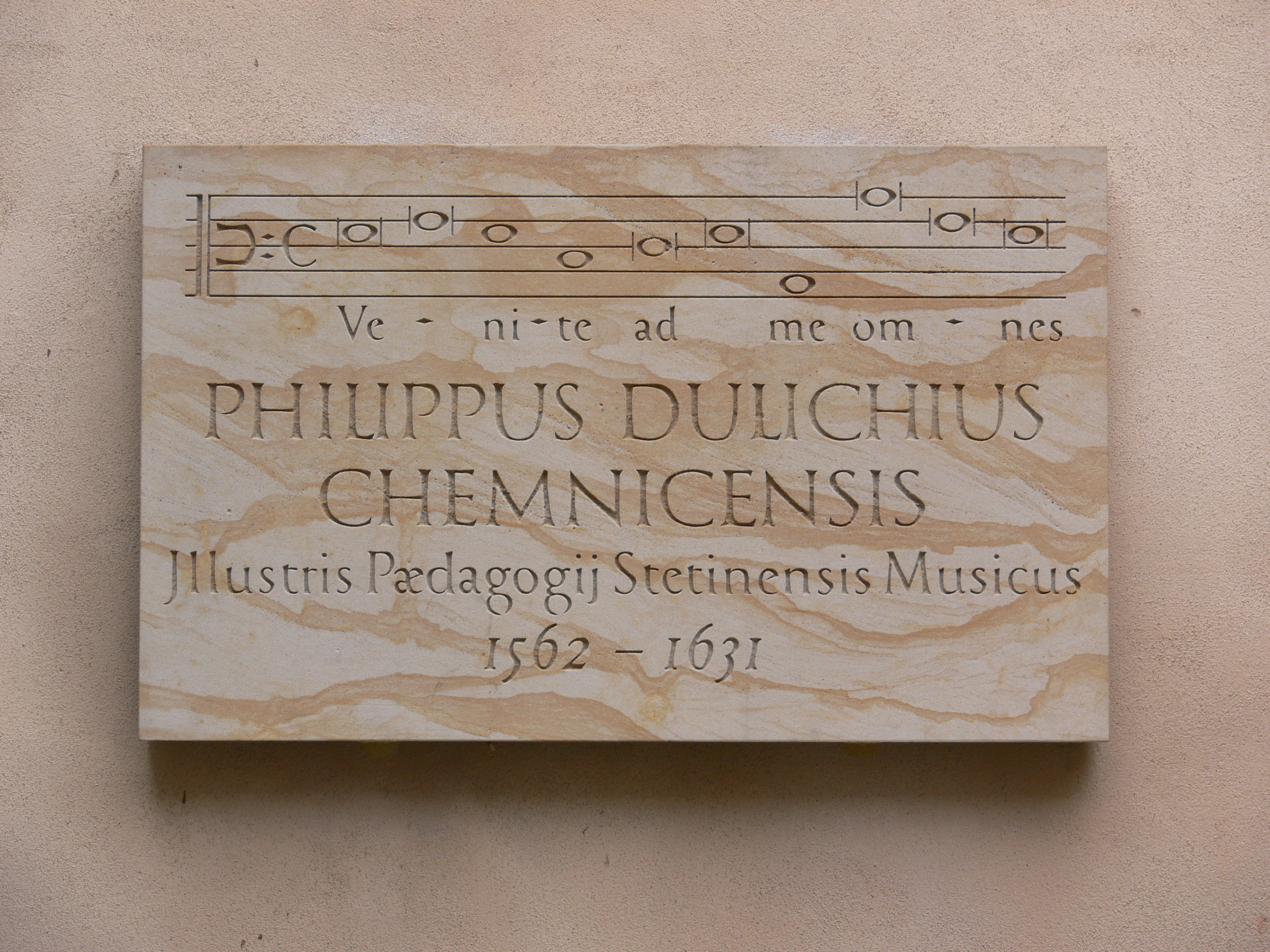
Philipp Dulichius – Gedenktafel an der Jakobikirche in Chemnitz

- 03. April: Philipp Dulichius, deutscher Komponist (* 1562)
- 06. August: Juan Blas de Castro, spanischer Sänger und Komponist (* 1561)
- 22. September: Heinrich Compenius der Jüngere, deutscher Orgelbauer (* um 1565)

### Genaues Todesdatum unbekannt
- Giacomo Finetti, italienischer Komponist (* 1605)
- Christoph Strauss, österreichischer Komponist und Organist (* um 1575)
- Magnus Tieffenbrucker, deutscher Lauten- und Violenbauer in Venedig (* 1580)

### Gestorben um 1631
- Daniel Sudermann, deutscher Schriftsteller und Textdichter von Kirchenliedern (* 1550)

### Gestorben nach 1631
- Gabriel Díaz Bessón, spanischer Kapellmeister und Komponist (* um 1590)
- Johannes Daniel Mylius, deutscher Theologe, Musiker und Alchemist (* 1585)